# Jakob Snakenborg
Jakob Jakobsson Snakenborg, död 1627, var en svensk militär och ämbetsman.

## Biografi
Jakob Snakenborg var son till Jakob Björnsson (Bååt) och Catharina Stensdotter (Ulf). Han blev 1606 kapten vid skeppsflottan och 4 april 1607 överste över krigsfolket (smålandfänikorna) på flottan till Salis, samt 9 juli 1608 till Riga. Snakenborg blev 1608 slottsloven på Kalmar slott och var 1609–1610 underamiral. Han blev 25 februari 1609 amiral över Kalmarflottan, med ny fullmakt 11 maj 1610, och blev 1611 ståthållare på Kalmar slott. Snakenborg 4 januari 1612 överste över alla Smålands rytteri och knektar. Han blev 16 februari 1614 bisittare i Svea hovrätt och 1621 vicepresident i Svea hovrätt. Snakenborg avled 1627.

### Egendom
Snakenborg ägde Stäflö. Han fick 9 juli 1608 Madesjö socken i förläning och 14 maj 1610 Virestads socken och Säby socken i förläning.

## Familj
Snakenborg gifte sig första gången med Holmfrid Persdotter Pik. De fick tillsammans dottern Elin Bååt som var gift med ryttmästaren Lennart Pedersson Svenske.
Han gifte sig andra gången med Kerstin Tott (död 1624), dotter till riksrådet och fältöversten Clas Åkesson (Tott) och Kerstin Horn af Kanckas. De fick tillsammans barnen Ingeborg Bååt (1614–1635) som var gift med rikstygmästaren Johan Lilliehöök af Fårdala, målaren Catharina Bååt (död 1698) som var gift med riksrådet Lars Sparre af Rossvik och studenten Sten Bååt vid Uppsala universitet.
Snakenborgs barn tog efternamnet Bååt efter vapenskölden.